# Trường Đại học Thành Đô
Trường Đại học Thành Đô là một đại học tư thục tại Hà Nội. Tiền thân là Trường Cao đẳng Công nghệ Thành Đô.

## Lịch sử
Ngày 30 tháng 11 năm 2004, Trường Cao đẳng tư thục Công nghệ Thành Đô được thành lập.
Ngày 26 tháng 6 năm 2006, Trường Cao đẳng tư thục Công nghệ Thành Đô được đổi tên thành Trường Cao đẳng Công nghệ Thành Đô.
Ngày 27 tháng 5 năm 2009, Trường Đại học Thành Đô được thành lập trên cơ sở nâng cấp Trường Cao đẳng Công nghệ Thành Đô.

## Thông tin trường[cần dẫn nguồn]

### Đào tạo
Đối với Đào tạo sau Đại học, Trường Đại học Thành Đô đào tạo trình độ Thạc sĩ ngành Quản lý kinh tế.
– Chương trình đào tạo theo định hướng:
+ Quản lý kinh tế định hướng ứng dụng;
+ Quản lý kinh tế (định hướng chuyên sâu Quản lý kinh tế Dược). 
Đối với Hệ Đại học:
Trường Đại học Thành Đô hiện có 12 ngành đào tạo thuộc 4 khối ngành ""Công nghệ; Kinh tế – Luật; Ngôn ngữ – Khoa học xã hội và Sức khỏe”.
12 nhóm ngành cụ thể bao gồm: Công nghệ thông tin, Công nghệ kỹ thuật ô tô, Công nghệ Kỹ thuật điện, điện tử, Việt Nam học (Hướng dẫn du lịch), Ngôn ngữ Anh, Quản trị Khách sạn, Quản trị kinh doanh, Quản trị văn phòng, Kế toán, Dược học, Luật, Giáo dục học.
Hệ Cao Đẳng:
Trường Đại học Thành Đô đào tạo các ngành như sau: Tiếng Anh, Tiếng Nhật, Hướng dẫn du lịch, Quản trị khách sạn, Dược.